# Вишневчик (Львовская область)
Вишневчик (укр. Вишнівчи́к) — село в Перемышлянской городской общине Львовского района Львовской области Украины.
Население по переписи 2001 года составляло 567 человек. Занимает площадь 3,61 км². Почтовый индекс — 81233. Телефонный код — 3263.

## История
Первое письменное упоминание датируется 1389 годом, когда село вместе с Чемеринцами и Смерековкой было передано магнатом Потоцким Николаю с Гологир.
Также известно, что в 1474 году Вишневчик был захвачен татарами.

## Достопримечательности
Небольшой Костел Успения Пресвятой Девы Марии. Он был построен в 1930 и сейчас нуждается в реконструкции.